# Baluk (Negara)
Baluk is een bestuurslaag in het regentschap Jembrana van de provincie Bali, Indonesië. Baluk telt 5694 inwoners (volkstelling 2010).